# Wim Vloet
Wim Vloet (Mill, 1935 - onbekend, november 2017) was een Nederlandse ondernemer.
Vloet was eigenaar en huisbaas van enkele tientallen huurpanden en horecagelegenheden in Utrecht, Amsterdam, Almere en Hilversum,
waaronder diverse Utrechtse monumenten en tot eind 2012 de Ubica-panden. Hij is bekend geworden als huisjesmelker. Vloet is in verband met bedreiging en belediging van zijn huurders, mishandeling van een ambtenaar en schending van het briefgeheim veroordeeld tot zes maanden gevangenisstraf in 2012.